# Gustav Boye af Gennäs
Freiherr Gustav Boye af Gennäs (auch: Gustaf Boije, Gustav von Boye * 2. Mai 1779 in Stralsund; † 29. Juli 1834 in Bahn, Kreis Greifenhagen) war preußischer Generalmajor und zuletzt Kommandeur des 2. Landwehr-Regiments. Er war Ritter des Johanniter-Ordens und Träger des Roten Adlerordens 3. Klasse.

## Leben

### Herkunft
Seine Eltern waren der schwedische Oberstleutnant a. D. und Postdirektor von Stralsund Friedrich Boye af Gennäs (* 1723; † 18. Dezember 1809) und dessen Ehefrau Friederike Karoline von Blessingk (* 20. Februar 1752; † 4. Februar 1828). Sein Bruder Fredrik Boye (* 7. Juli 1773; † 8. Februar 1857) ging nach dem Krieg nach Stockholm und wurde Herausgeber des ersten schwedischen Künstlerlexikons.

### Militärlaufbahn
Er ging 1786 in schwedische Dienste und erhielt 1790 bei der Seeschlacht von Svensksund eine Goldene Medaille. 1794 wurde er Leutnant und im Jahr 1798 Hauptmann und Kompaniechef im Leibregiment der Königin von Schweden. Im Jahr 1801 erhielt er den schwedischen Schwert-Orden. Er kam 1805 zur russischen Armee und wurde zu General Tolstoi versetzt. Nach seiner Rückkehr 1806 wurde er in das topografische Büro kommandiert, 1807 wurde er zur schwedischen Landwehr-Kontrolle versetzt.
Im Jahr 1809 wurde er als Begleitung des Generals Hermann von Engelbrechten nach Königsberg in Preußen zu König Friedrich Wilhelm III. geschickt. Nach dem Abzug der französischen Truppen 1814 wurde er Kommandant von Stralsund. Mit der Übergabe von Schwedisch-Pommern an Preußen wechselte er in preußische Dienste und kam als Oberst in das 33. Infanterie-Regiment. Am 7. Mai 1817 erhielt er das Patent eines Obersten zum 3. November 1815. Am 31. Juli 1817 wurde er zum Kommandeur des Stralsunder Landwehr-Regiments ernannt, am 16. März 1820 zum Kommandeur des 2. Landwehr-Regiments. Am 11. Februar 1824 erhielt er seinen Abschied als Generalmajor, erhielt die Erlaubnis, seine Armeeuniform zu tragen, und eine Pension von 800 Talern. Er starb am 29. Juli 1834 in Bahn im Kreis Greifenhagen.

### Familie
Er heiratete am 23. März 1799 in der Berliner Garnisonkirche Johanna Hedwig Wilhelmine Bernhardt (* 10. Mai 1775; † 4. August 1829) geschiedene Flies, eine Tochter des Bankiers Bernhardt. Diese Ehe wurde 1811 geschieden, Johanna heiratete danach den Generalleutnant Baron Bengt Erland Franc-Sparre.
Er heiratete anschließend am 26. September 1826 Christine Marie von Lindencron (* 18. Juli 1776) aus Möckelsnäs in Schweden, diese Ehe wurde bereits am 11. Dezember 1827 wieder geschieden.
Seine dritte Ehe ging er am 2. Oktober 1831 ein. Da heiratete er in der Berliner Garnisonkirche Marie Charlotte Luise Friederike Heinrich (* 19. Januar 1793; † 22. August 1865), die Tochter des verstorbenen Schützen Bernhard Heinrich aus dem Infanterie-Regiment Nr. 7.
Er hatte zwei Kinder: Friederike Wilhelmine (* 26. Juli 1818) und Karl Gustav (* 3. Juni 1822; † 24. März 1881), Platzmajor a. D. in Stralsund.